# Foszfor-triklorid
A foszfor-triklorid a foszfor kloridja, +3-as oxidációs számú foszfort tartalmaz. A képlete PCl3. Színtelen folyadék. Levegőn erősen füstölög, ennek az az oka, hogy nedvesség hatására sósavra és foszforossavra hidrolizál. Jól oldódik éterben, benzolban, szén-diszulfidban és szén-tetrakloridban. A foszfor-trikloridban jól oldódik a jód, a foszfor, illetve az arzén, az antimon és az ón halogénvegyületei. A foszfor-pentakloridhoz hasonlóan mérgező hatású.

## Kémiai tulajdonságai
Nedvesség hatására hidrolizál, a reakcióban foszforossav és hidrogén-klorid keletkezik. A füstölgést az utóbbi vegyület okozza.
{\displaystyle \mathrm {PCl_{3}+3\ H_{2}O\rightarrow H_{3}PO_{3}+3\ HCl} }
Klór hatására foszfor-pentakloriddá, oxigén hatására foszfor-oxikloriddá oxidálódik. Ha kén-hidrogénnel reagál, foszfor-triszulfiddá alakul.
{\displaystyle \mathrm {2\ PCl_{3}+3\ H_{2}S\rightarrow P_{2}S_{3}+6\ HCl} }
Kálium-jodid hatására foszfor-trijodid képződik belőle.
{\displaystyle \mathrm {PCl_{3}+3\ KI\rightarrow PI_{3}+3\ KCl} }

## Előállítása
Fehérfoszfor klórgázban való elégetésével állítják elő.

## Felhasználása
Foszfor-pentaklorid gyártásakor és egyes szerves kémiai szintézisekkor alkalmazzák.